# Schlacht am Naratsch-See
1914

Ostpreußische Operation (Stallupönen, Gumbinnen, Tannenberg, Masurische Seen) – Galizien (Kraśnik, Komarów, Gnila Lipa, Lemberg,
Rawa Ruska) – Przemyśl – Weichsel – Krakau – Łódź – Limanowa–Lapanow – Karpaten
1915

Humin – Masuren – Zwinin – Przasnysz – Gorlice-Tarnów – Bug-Offensive – Narew-Offensive – Großer Rückzug – Nowogeorgiewsk – Rowno – Swenziany-Offensive
1916

Naratsch-See – Brussilow-Offensive – Baranowitschi-Offensive
1917

Aa – Kerenski-Offensive (Zborów) – Tarnopol-Offensive – Riga – Unternehmen Albion
1918

Operation Faustschlag – Krim
Die Schlacht am Naratsch-See im Frühjahr 1916 war ein Versuch des zaristischen Heeres, die Initiative an der Ostfront nach dem Großen Rückzug des Jahres 1915 zurückzuerlangen und danach offensiv wieder vorstoßen zu können. Der Versuch scheiterte trotz weit überlegener Truppenstärke wegen erheblicher Führungsmängel des Stawka, der Armeebefehlshaber sowie veralteter taktischer Ansichten und führte zu einer schweren Niederlage Russlands.

## Hintergrund
Nach den Niederlagen in Ostpreußen und bei Gorlice-Tarnów hatte das russische Heer im Großen Rückzug des Herbst 1915 fast ganz Polen räumen müssen. Man hatte durch diesen taktischen Rückzug eine auf Grund der militärischen Verhältnisse andernfalls wahrscheinliche Niederlage abgewendet, doch das Prestige der Armee war in der russischen Öffentlichkeit stark angeschlagen. Neben den militärischen Niederlagen war die Munitionskrise hauptursächlich für die Misserfolge. Durch logistische Fehlplanungen waren die Geschossvorräte im Bereich der Artillerie unter das absolute Mindestmaß gefallen, und den Generälen blieb nur noch der Ausweg, breite Frontabschnitte zu räumen. Russland war, wie alle Nationen, nur auf einen kurzen Krieg vorbereitet gewesen. So stellte man neben der Materialknappheit ausgerechnet bei der bevölkerungsreichsten kriegführenden Nation einen Mangel an Soldaten fest. Grund hierfür waren innenpolitische Querelen und das ineffektive Wehrpflichtsystem, zusammen mit der mangelhaften Infrastruktur des Riesenreiches. Ebenso negativ bemerkbar machte sich der Mangel an erfahrenen Offizieren, da man die Verluste der ersten beiden Kriegsjahre nicht ausgleichen konnte. So sah man von einer Heranziehung von Akademikern oder Studenten ab, um die liberale Opposition nicht zu provozieren.
Nachdem man dem Mangel an Munition und Waffen im Winter 1915 schließlich abhelfen konnte, sah der russische Generalstab die Möglichkeit der Konsolidierung des russischen Heeres gegeben. Die Stawka lehnte vorerst Forderungen der Entente nach weiteren Offensiven ab, gab dann aber nach. Wiederum mischten sich politische Zwänge in die Pläne der obersten Militärführung. Frankreich hatte Ende Februar 1916 in der Schlacht um Verdun einen schweren Stand und drängte auf eine russische Offensive, um deutsche Kräfte von der Westfront abzuziehen.

## Planungen
Zu den beiden bisherigen Fronten war auf Grund der größeren Ausdehnung eine dritte Front hinzugekommen, auch die Kommandos waren neu besetzt worden. Die Nordfront stand jetzt unter General Kuropatkin, die zentrale Westfront unter General Ewert und die Südwest-Front unter General Brussilow.
Der Chef des Generalstabes Michail Alexejew versuchte die neuen Angriffe im Nordabschnitt der Ostfront im Abschnitt der litauischen Seen anzusetzen. Im neuen Operationsplan sollte die stark aufgestockte russische 2. Armee gegen den schwach besetzten Frontabschnitt der deutschen 10. Armee unter Generaloberst Hermann von Eichhorn vorgehen. Der Angriff erfolgte beidseitig des Naratsch-Sees, etwa 80 Kilometer nordöstlich von Wilna. Die Stadt Wilna war das strategische Ziel der russischen Offensive und gleichzeitig auch Hauptquartier des Generals Eichhorn.
Die Fähigkeiten der russischen Truppenführer, die ihre Positionen in der Regel dem Dienstalter oder Beziehungen verdankten, waren wegen der Weiterentwicklung auf technischem Gebiet nicht mehr zeitgemäß und zudem unflexibel. Ein großer Teil der Offiziere blieb gegenüber der eigenen Propaganda trotz der Niederlagen des Vorjahres noch immer unkritisch. Die Generalität beharrte auf der Taktik, welche 1915 auch an der Westfront vorherrschte: Zuerst starke Artillerievorbereitung mit folgenden Massenangriffen. Dass die deutsche Front im Westen, trotz bedeutender Überlegenheit der Entente bisher gehalten hatte, ließ die russischen Generäle nicht umdenken. Stattdessen machte man die eigene materielle Unterlegenheit an Munition und Nachschub, mangelhafte Eisenbahnlinien und zu wenig schwere Artillerie für die bisherigen Misserfolge verantwortlich. Generalstabschef Alexejew hatte bereits ohne Erfolg versucht, General Ewert, den Oberbefehlshaber der Westfront, wegen gegensätzlicher Auffassungen abzusetzen. Der Oberbefehlshaber der 2. Armee, General Wladimir Smirnow, sollte nach Alexejews Willen, ebenso wie der rangälteste Korpsgeneral Leonid-Otto Sirelius, durch energischere Führer abgelöst werden, welche neue Angriffe mit der nötigen Selbstsicherheit durchführen konnten.

## Beidseitige Kräfte

### Russische Angriffskräfte

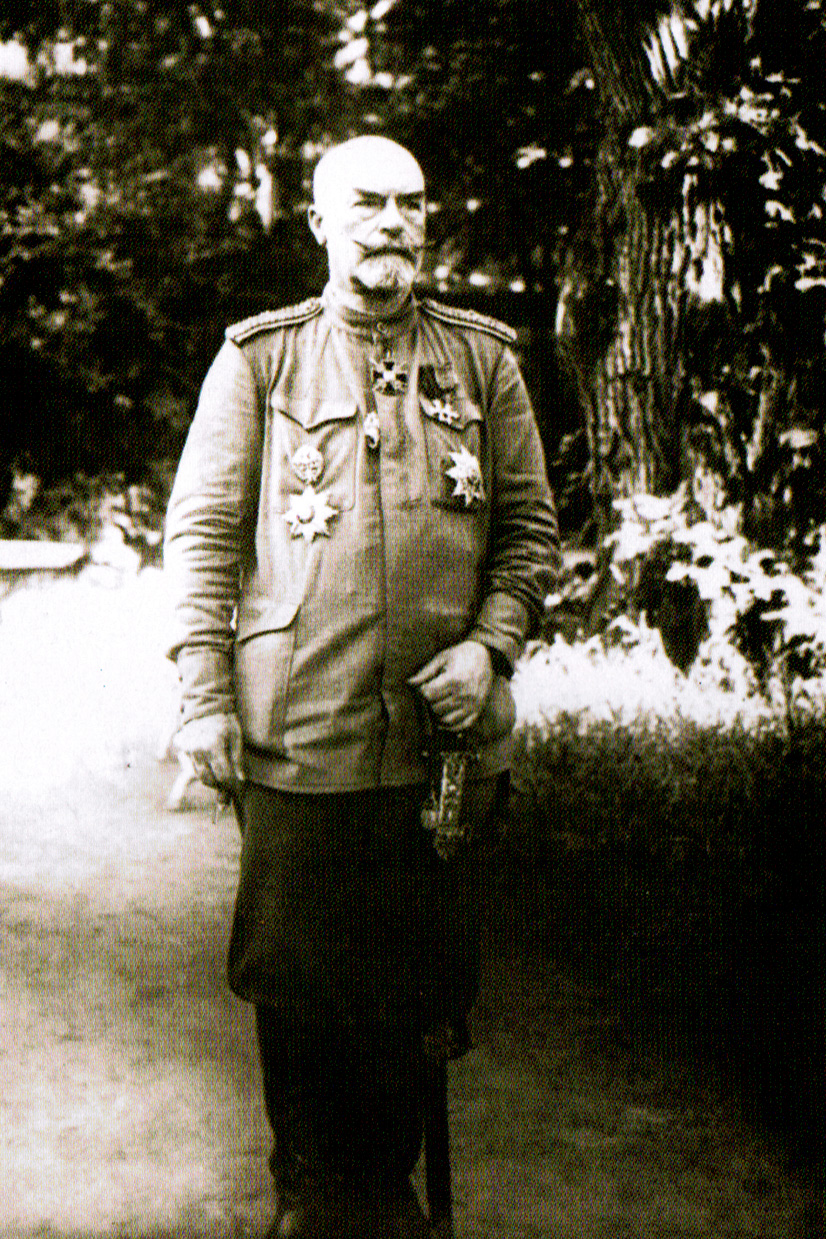
General Alexander Ragosa (1918 als Kriegsminister des Ukrainischen Staates)

Der mit dem Druck aus dem Hauptquartier überforderte General Smirnow meldete sich rechtzeitig vor der Offensive krank, am 11. März konnte Alexejew das Armeeoberkommando mit General Alexander Ragosa als stellvertretenden Oberbefehlshaber besetzen. Zwecks besserer Operationsführung wurden der 2. Armee auch die Masse der 5. Armee (General Wassili Gurko) unterstellt, so dass etwa 350.000 Mann in drei Angriffsgruppen an der Offensive beteiligt waren:
Nördliche Armeegruppe Pleschkow (Teile der 5. Armee), angesetzt zwischen Tweretsch und Postawy:
- 1. Sibirisches Korps unter General Michail Pleschkow mit der 1. und 2. sibirischen Division
- I. Korps unter General Alexander Duschkewitsch mit der 22. und 59. Division
- XXVII. Korps unter General Dmitri Balanin mit der 45. und 76. Division
- 3. Kaukasisches Korps unter General der Artillerie Wladimir Irmanow mit der 21. und 52. Division
- 7. Kavalleriekorps unter General Georgi Tumanow mit der 6. und 8. Kavalleriedivision

Mittlere Armeegruppe Sirelius zwischen Postawy und dem Naratsch-See:
- 4. Sibirisches Korps unter General Leonid-Otto Sirelius mit der 9. und 10. sibirischen Division
- XXXIV. Korps unter General Ferdinand Wewel mit der 56. und 104. Division

Südliche Armeegruppe Balujew südlich des Naratsch-See bis nördlich Smorgon:
- V. Korps unter General Pjotr Balujew mit der 7. und 10. Division
- 3. Sibirisches Korps unter General Wladimir Trofimow mit der sibirischen 7. und 8. Division
- XV. Korps unter Generalleutnant Fedor Torklus mit der 6. und 8. Division
- XXXVI. Korps unter Generalleutnant Nikolaj Korotkewitsch mit der 25. und 68. Division
- Reserve: XXXV. Korps unter Generalleutnant Pawel Parchewski mit der 55. und 67. Division

### Die deutschen Verteidiger
Eichhorns 10. Armee verfügte insgesamt über etwa 12 Infanterie- und drei Kavallerie-Divisionen.
Im Hauptangriffsfeld zwischen Postawy und Naratsch-See lag das
- XXI. Armee-Korps unter General Oskar von Hutier mit der 31., 42. und 115. Infanterie-Division beidseitig von Postawy. Als Reserve diente die 107. Infanterie-Division. Nach dem Angriff wurde Hutier mit der 80. Reserve-Division und der 3. Kavallerie-Division verstärkt. Zwischen Naratsch- und Swir-See lagen die 75. Reserve-Division und die 9. Kavallerie-Division.

Vom Wiszniew-See über Dubatowka nach Süden bis Smorgon verteidigte das
- III. Reserve-Korps unter General Adolph von Carlowitz mit der 10. Landwehr-Division und der 3. Reserve-Division. Gegenüber dem russisch besetzten Smorgon verteidigte die 14. Landwehr-Division.
- Das XXXX. Reserve-Korps unter General Litzmann wurde im Süden nicht angegriffen, sandte aber die 86. Infanterie-Division und die 80. Reserve-Division zur Unterstützung nach Norden.[1]

## Verlauf der Offensive

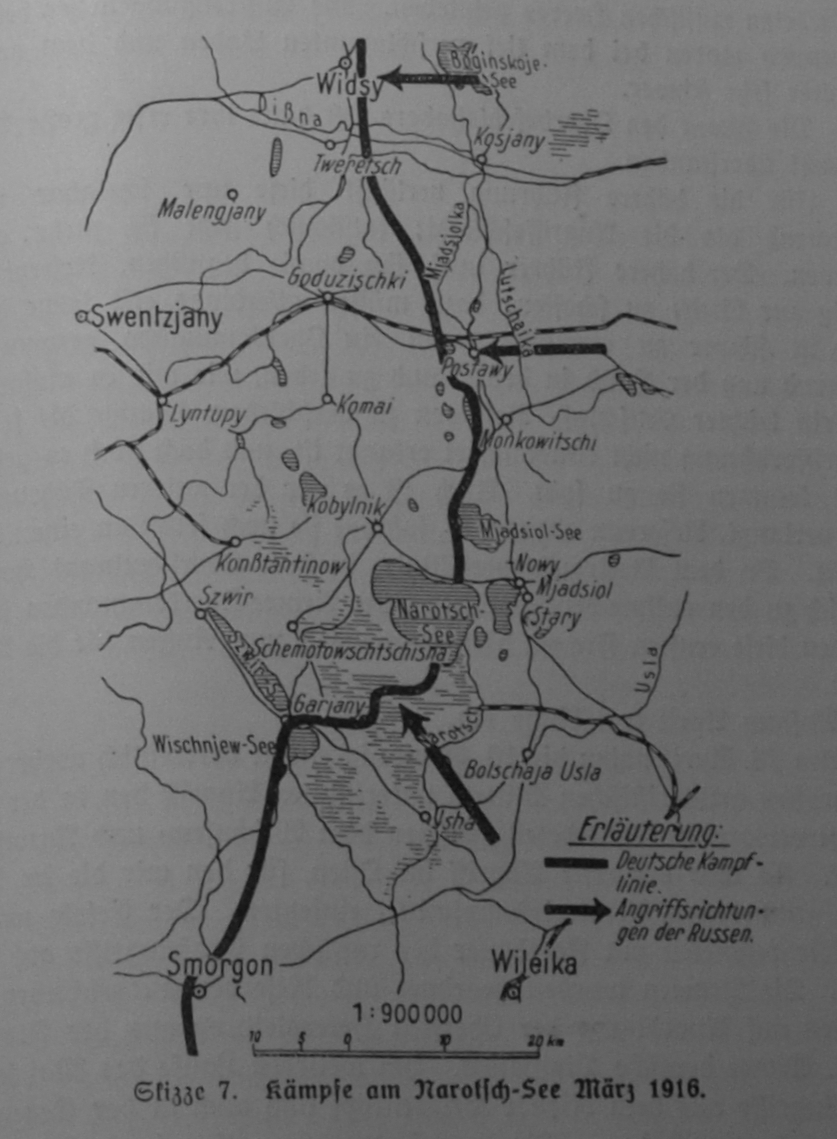
Skizze der Schlacht am Naratsch-See aus den Memoiren von Erich Ludendorff.

### Armeegruppe Pleschkow
Die Armeegruppe Pleschkow sollte am 18. März den Angriff am rechten Flügel im Raum Postawy beginnen. Pleschkow hatte die deutschen Stellungen drei Tage lang durch Artillerie auf einer Breite von 2.000 Metern eingedeckt. Er hatte aber die Aufklärung der feindlichen Stellungen sträflich vernachlässigt. Die Artillerie schoss nach einem sturen Feuerplan, den Artillerieoffiziere ohne Mitwirkung der Infanterie ausarbeiteten. Das russische Feuer war ungenau, eine Koordination zwischen schwerer und leichter Artillerie gab es praktisch nicht. Die Deutschen verlegten ihre Einheiten aus der Feuerlinie zurück und brachten währenddessen Reserven heran. Pleschkows Artillerieschlag blieb auch deshalb erfolglos, weil er die Schutzwirkung der deutschen Feldbefestigungen, Gräben und die bis in zehn Meter Tiefe gelegenen Unterstände unterschätzte. Der folgende erste Massenangriff mit 120 Bataillonen Infanterie sollte eine Lücke aufbrechen und den Durchbruch erzwingen. Hinter den Truppen folgten die Unteroffiziere, die auch eigene zurückweichende Soldaten erschossen. Die auf veraltete Weise in mehrere Wellen (siehe Menschliche Welle) angreifenden Russen fanden in Pulks zusammengedrängt keine ausreichende Deckung, gegenseitigen Feuerschutz gab es nicht.
Den Russen gelang anfangs ein Scheinerfolg, als unter enormen Verlusten der erste Graben der deutschen 42. Division erobert werden konnte. Ihre Kolonnen gerieten dann aber vor der zweiten Linie in ein starkes Abwehrfeuer. Von drei Seiten durch Maschinengewehre und intakt gebliebener Artillerie eingedeckt, verloren sie in den ersten acht Stunden 15.000 Soldaten an Toten und Verwundeten. In völliger Verkennung der Lage hatte Ewert immer mehr Soldaten in die vermeintliche Lücke geschickt, was zu den katastrophal hohen Verlusten der Schlacht führte.

### Armeegruppe Sirelius
General Sirelius hätte nach Smirnows Erkrankung als Dienstältester anstatt Ragosa das Oberkommando der 2. Armee zugestanden. Nur widerwillig ließ er Teile seines im Zentrum der Angriffsgruppen stehenden XXXIV. Korps zur Unterstützung der Nordgruppe bei Postawy vorgehen. Die Truppen gingen aber nach dem Misserfolg der Nordgruppe gar nicht mehr zum Angriff über. Das unter seinem direkten Kommando stehende IV. sibirische Korps blieb in der Landenge südlich des Mjadsel-Sees (belarussisch Мядзел) und des Naratsch-Sees vollkommen untätig.

### Armeegruppe Balujew

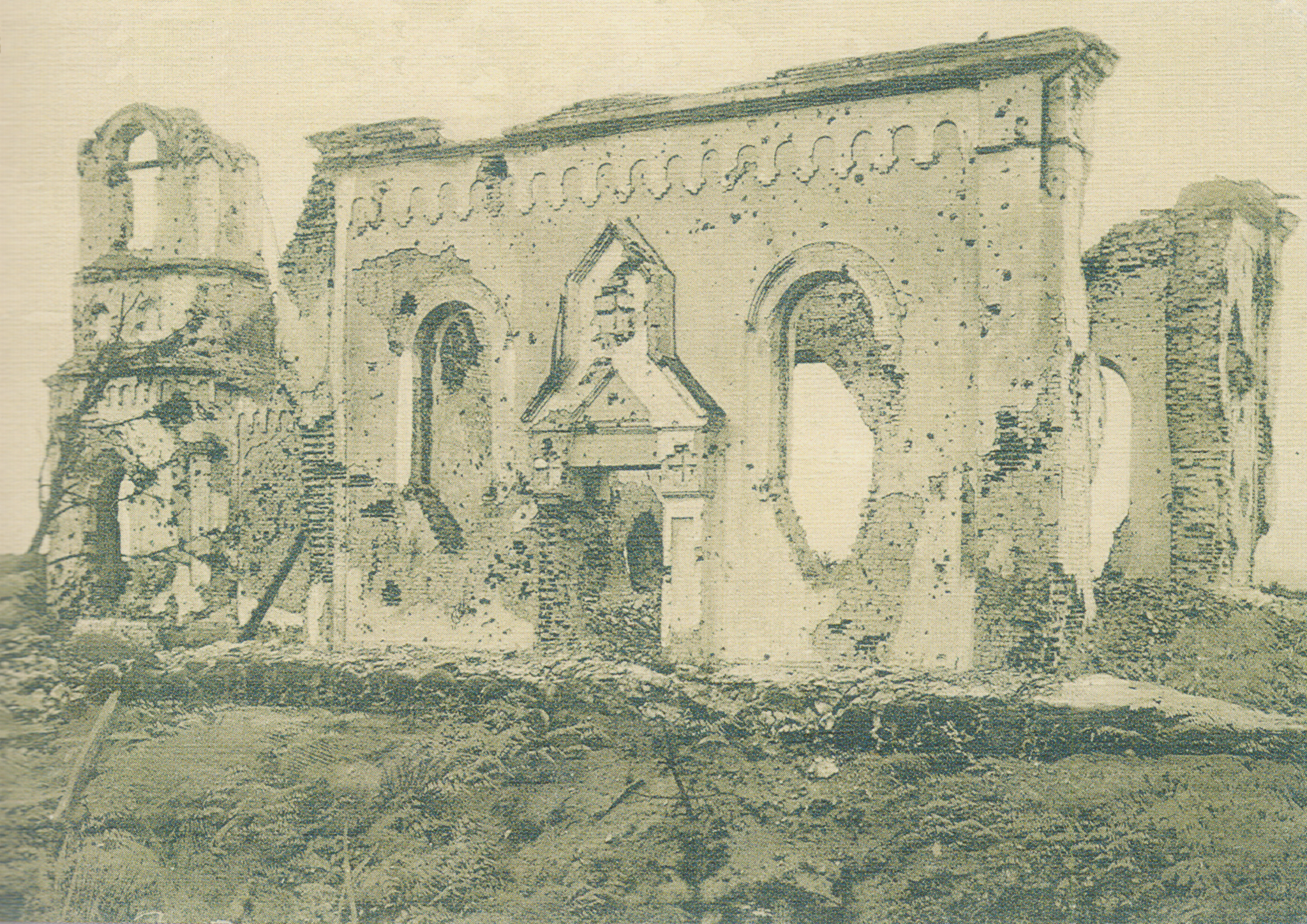
Die zerstörte Kirche von Blisniki nach dem Ende der Kämpfe (Ende März 1916)

Die südliche Gruppe unter General Balujew konnte als einzige einen taktischen Erfolg erzielen. Dies geschah zeitgleich mit dem zweiten Angriff Pleschkows im Norden. An diesem Frontabschnitt hatten die höheren Offiziere der Artillerie und Infanterie der russischen Armee ihr Vorgehen abgesprochen, was eine bessere Genauigkeit des Artillerieschlags ermöglichte. Der Gewinn war die Eroberung eines exponierten Quadratkilometers an Gelände mit den Dörfern Sanaratsch und Blisniki am südlichen Ufer des Naratsch-Sees. Dabei wurden etwa 1.000 deutsche Soldaten gefangen genommen. Der Stoß konnte durch das Heranbringen von Reserven auf deutscher Seite gestoppt werden.

### Die Fortsetzung der Offensive
Die erfolglosen Angriffe kosteten am ersten Tag insgesamt 20.000 russische Soldaten das Leben. Pleschkow wiederholte seine Angriffe die nächsten Tage mit herangeführten Reserven. Kuropatkins Nordfront begann zur Bindung deutscher Reserven im Norden starke Entlastungsangriffe am Dryswjaty-See, die vom gegenüberliegenden Kavalleriekorps Richthofen aber abgewiesen werden konnten. Auch vor Dünaburg und Jakobstadt wurden gleichzeitig starke Angriffe gegen die Armeeabteilung Scholtz und die 8. Armee geführt.
Die Krise bei den Deutschen war bis zum am Abend des 21. März überwunden, am 23. März konnte die Lage als gefestigt angesehen werden. Die 107. und 119. Infanterie-Division sowie die 80. Reserve-Division hatten die angegriffene Front des Korps Hutier ausreichend verstärkt.
Auf dem am heftigsten attackierten Nord-Flügel konnte Generalleutnant Otto von Moser am 26. März die Sumpfgräben zwischen der Olsiza und der Komaika gegen neue russische Angriffe behaupten. Hier zerschellten die Massenstürme der russischen 76. Division und der 1. sibirischen Schützendivision, am folgenden Tage wurde bei Postawy auch die 2. sibirische Schützendivision und die 45. Division abgewiesen. Ein Gegenangriff der deutschen 86. Infanterie-Division mit der Brigade Adriani eroberte am 27. März im mittleren Abschnitt den „Granathügel“ vor Mokrzyce zurück.
Ende März flauten die erfolglosen russischen Angriffe langsam ab. Am 28. April konnte ein Gegenangriff des III. Reservekorps mit der 86. Infanterie- und der 80. Reserve-Division auch die wenigen verlorenen Stellungen zurückerobern.
Den deutschen Verlusten von über 20.000 Mann, davon 2500 Gefangene, stand ein russischer Gesamtverlust von 110.000 Mann, davon etwa 10.000 Gefangene gegenüber.

## Folgen
Die Schlacht am Naratsch-See beendete die Dominanz der alten militärischen Elite der Zarenarmee, ihre Heerführer verloren die Hoffnung für einen siegreichen Ausgang des Krieges.
Nachdem 350.000 Russen mit ausreichend Munition und einer artilleristischen Überlegenheit von 3 zu 1 gegen 75.000 Gegner erfolglos geblieben waren, waren auch die Aussichten der weiteren Kriegführung sehr düster.
Die Schlacht brachte auch nicht die erhoffte Entlastung der Entente an der Westfront. Mit einer verbesserten Angriffstaktik gegen den österreichischen Abschnitt bei Kowel während der im Sommer 1916 folgenden Brussilow-Offensive gelang der zaristischen Armee aber noch ein großer militärischer Erfolg, der aufgrund der dabei entstandenen katastrophalen Verluste jedoch ein Pyrrhussieg war und im Nachgang den Untergang des zaristischen Russlands beschleunigte.

### Russisch
- N. E. Podoroschnyi: Die Naratscher Operation im März 1916 an der russischen Front des Weltkrieges (russisch Подорожный Н.Е. Нарочская операция в марте 1916 года на русском фронте мировой войны.) Мoskau 1938.
- Jewgeni Sacharowitsch Barsukow: Die Artillerie der Russischen Armee (1900 - 1917)., Band 4. (russisch Артиллерия русской армии (1900–1917 гг.): Т.4.), Militärverlag der UdSSR Moskau 1948–1949.